# Manuel Silva Acevedo
Pour les articles homonymes, voir Silva.
Manuel Silva Acevedo, né le 10 février 1942 à Santiago (Chili), est un poète chilien appartenant à la Generación Literaria de 1960 (génération littéraire de 1960) ou generación dispersa. En 2016, il obtient le prix national de littérature du Chili.

## Biographie
Élève de l'Instituto Nacional à Santiago, Manuel Silva Acevedo participe à l'Academia de Letras de l'établissement de laquelle il deviendra président en 1959. Il y lit ses premiers poèmes en 1957, date à laquelle il y côtoie Antonio Skármeta et Carlos Cerda, qui deviendront plus tard des écrivains reconnus. Il étudie la littérature et le journalisme à l'université du Chili. Il s'inscrit dans la génération de poètes des années soixante avec un premier livre, Perturbaciones, publié en 1967. Pendant l'Unité populaire du président Salvador Allende (1970-1973), il travaille chez Editora Nacional Quimantú et il est le témoin de la convulsion politique et sociale qui débouche sur le coup d'État militaire de 1973.
Après le coup d'État, il travaille en publicité et, en 1976, parait une plaquette avec son poème Lobos y ovejas, gagnant du prix Luis Oyarzún en 1972 (attribué par la revue Trilce (es) et l'Universidad Austral). En 1977, il publie une édition clandestine de Mester de bastardía, livre d'or de l'année, selon la Agrupación de amigos del libro. Il reste au Chili pendant la dictature et il fréquente des poètes tels que Jorge Teillier et Enrique Lihn, desquels il dit avoir appris plus qu'en cent cours à l'université. Pendant les années 1980, quelques publications à caractère privé voient le jour, ainsi que des publications au Canada et en Allemagne. Après le retour de la démocratie, en 1990, il publie à nouveau et, en 1996, il obtient la bourse de la Fondation Andes.
Il a publié plus de vingt titres au Chili et à l'étranger, a fait partie de plusieurs anthologies et a été traduit en plusieurs langues.
Son deuxième livre, Lobos y ovejas (Loups et Brebis), est certainement le plus célèbre. Primé en 1972 par l'Universidad Austral et la revue Trilce (es), il a été publié seulement quatre années plus tard, en 1976, en pleine dictature, par la galerie de Paulina Waugh. Un incendie intentionnel de cette galerie a fait disparaitre le livre peu de temps après sa publication. Dans le prologue de son anthologie Suma Alzada, parue en 1998, la critique Adriana Valdés explique « le livre s'est ensuite transformé, comme tant de choses de cette période, en une latence, en un poème fantôme, photocopié, commenté en coulisses, murmuré, inexistant sur la scène publique et pourtant d'une présence féroce. Féroce et ambigüe comme le poème lui-même. Un poème qui défiait toute manière de parler de lui, et tout particulièrement en ces temps de poursuiveurs et de poursuivis, de drapeaux déployés et sans ambigüité. Un poème à la fois minime et scandaleux, un petit classique en sourdine, un évènement dans la littérature chilienne. ». La traduction française paraît en 2020 sous le titre Loups et Brebis).
Son œuvre poétique « est mise en valeur par les plus importantes anthologies à l'intérieur et à l'extérieur du pays, et une partie de celle-ci a été traduite en anglais, allemand, français et italien ». En 2014, Cara de hereje (2000) a été traduit en grec par Jaime Svart et Anna Kapara et Lobos y ovejas est paru à Buenos Aires en version bilingue avec traduction en anglais par le poète Daniel Borzutzky (en).
Le critique chilien Grínor Rojo (es) dit de lui « Silva Acevedo s'est fait une place entre deux grands maitres. De Nicanor Parra, il apprit l'effronterie, l'acide corrosif de l'antipoésie. De Lihn, la survivance de la lyrique au milieu du désastre, la certitude que le poème était vivant, qu'il pouvait vivre malgré tout, malgré l'effondrement du monde, comme un argument insuffisant, mais argument enfin, pour la discussion avec (en contre ou à faveur de ?) la mort. Dans les poèmes de Silva Acevedo, la scène de la création est habituellement occupée par trois acteurs principaux : le poète, le vers, et la mort. ».

## Distinctions
- Bourse de l'Atelier d'écrivains de l'Universidad Católica (1969)
- Prix Luis Oyarzún 1972 avec Lobos y ovejas (attribué par la revue Trilce (es) et l'Universidad Austral)
- Livre d'or 1977 pour son livre Mester de bastardía
- Bourse de la Fondation Andes (1996)
- Prix Eduardo Anguita 1997 de l'Editorial Universitaria
- Bourse du Conseil national du livre et la lecture du Chili (es) (1998)
- Finaliste du prix Altazor de poésie 2002 avec Día quinto
- Prix du Cercle des critiques de Valparaíso 2003 pour Día quinto
- Prix Jorge Teillier 2012 (Universidad de la Frontera)
- Prix national de littérature du Chili (2016)

## Œuvre
- Perturbaciones, Ediciones Renovación, Santiago, 1967
- Lobos y ovejas (1972), Edición Galería de Arte Paulina Waugh, Chile, 1976 (Eloísa Cartonera, Buenos Aires, 2004 ; Ediciones Universidad Diego Portales, Santiago, 2009
  - édition bilingue espagnol/anglais, Melón Editora, Buenos Aires, 2014)
  - Loups et Brebis, édition bilingue espagnol/français, traduit de l'espagnol par Maria Isabel Mordojovich et Ana Luna Fédèle, postface d'Antonio Skármeta, Paris : Bruno Doucey, collection Soleil noir, juin 2020, 64 pages  (ISBN 978-2-36229-283-5)[8]
- Mester de bastardía, Ediciones El Viento en la Llama, Santiago, 1977
- Monte de Venus, Editorial del Pacífico, Santiago, 1979
- Mont de Vénus, L'Harmattan, France, 2018
- Terrores diurnos, Edición privada, 1982
- Palos de ciego, Ediciones LAR, Madrid / Santiago, 1986
- Desandar lo andado, Ediciones Cordillera, Ottawa, Canadá, 1988
- Wölfe und Schafe (Lobos y ovejas), Christian Rohr Verlag, Munich, Allemagne, 1989
- Canto rodado, Editorial Universitaria, Santiago, 1995
- Houdini, con Guillermo Frommer, Libro de Artista, Santiago, 1996
- Suma alzada, antología, Fondo de Cultura Económica, Santiago, 1998
- Cara de hereje, LOM Edicione, Santiago, 2000 (édition bilingue espagnol/grec, Athènes, 2014, traduction de Jaime Svartet Anna Kapara)
- Día quinto, Editorial Universitaria, Santiago, 2002
- Bajo palabra, CD, Poetas-Siglo XXI, Ediciones Rayentrú, Santiago, 2004
- Campo de amarte Cuarto Propio, Santiago, 2006 (Editorial Lisboa, Buenos Aires, 2015)
- Escorial, anthologie, Editorial Andrógino, México, 2007
- Contraluz, anthologie, Editorial Pfeiffer, Colección 33, Santiago, 2010
- Lazos de sangre, Camino del Ciego Ediciones, Los Ángeles (Chile), 2011
- Punto de fuga, anthologie, Ediciones UFRO, Temuco, 2015
- Antes de doblar la esquina, Camino del Ciego Ediciones, Los Ángeles (Chile), 2016
- A sol y a sombra, anthologie (1967-2015), sélection de l'auteur ; LOM, Santiago, 2016
- Recidiva, anthologie, inclut Lobos y ovejas, et des textes plus tardifs ; Amargord, Madrid, 2017
- Bajo palabra. Poesia escogida, Editorial UV, Valparaiso, 2022, 300 pages  (ISBN 978-956-214-231-1)
- Espiral, Editorial Fundación Pablo Neruda,Santiago, 2024  (ISBN 978-956-7822-14-0)
- Día quinto / Cinquième jour, édition bilingue espagnol/français, traduit de l'espagnol par Ana Luna Fédèle et Maria Isabel Mordojovich, postface de Gastón Soublette (es), Maison de la Poésie Rhône-Alpes, Bacchanales, no 72, collection 17, mai 2025, 140 pages  (ISBN 978-2-36761-043-6)